# Wilhelm Röntgen
Wilhelm Conrad Röntgen (Lennep, Regne de Prússia, 27 de març de 1845 - Múnic, República de Weimar, 10 de febrer de 1923) fou un físic alemany
 descobridor de la radiació electromagnètica en longitud d'ona, origen dels raigs X, guardonat amb el Premi Nobel de Física l'any 1901. En honor als èxits de Röntgen, l'any 2004 la Unió Internacional de Química Pura i Aplicada (IUPAC) va batejar com ell l'element 111, roentgeni, un element radioactiu amb múltiples isòtops inestables. La unitat de mesura roentgen també va rebre el seu nom.

## Biografia

### Educació
Nascut el 27 de març de 1845 a la ciutat de Lennep, en aquells moments Regne de Prússia, era fill de Friedrich Conrad Röntgen, comerciant i fabricant de roba alemany, i Charlotte Constanze Frowein. Als tres anys, la seva família es va traslladar als Països Baixos, on vivia la família de la seva mare. Röntgen va assistir a l'escola secundària a l'Escola Tècnica d'Utrecht a Utrecht, Països Baixos. Va seguir cursos a l'Escola Tècnica durant gairebé dos anys. L'any 1865 va ser expulsat injustament de l'institut quan un dels seus professors va interceptar una caricatura d'un dels professors, dibuixada per un altre.
Sense el títol de batxillerat, Röntgen només podia assistir a la universitat dels Països Baixos com a visitant. El 1865, va intentar assistir a la Universitat d'Utrecht sense tenir les credencials necessàries per a un estudiant habitual. En saber que podia entrar a l'Institut Politècnic Federal de Zúric (avui conegut com a ETH Zürich), va aprovar l'examen d'ingrés i va començar els seus estudis allà com a estudiant d’enginyeria mecànica. El 1869, es va graduar amb un doctorat a la Universitat de Zúric; un cop allà, es va convertir en l'alumne favorit del professor August Kundt, a qui va seguir a la recent fundada Kaiser-Wilhelms-Universität alemanya a Estrasburg.

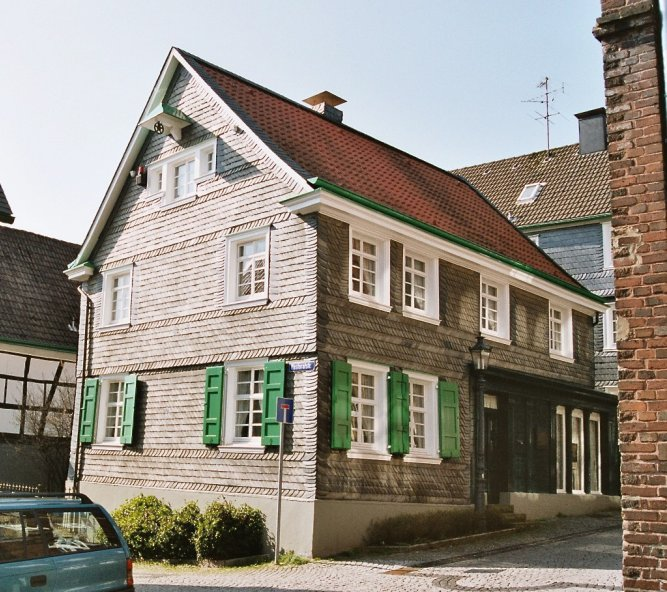
Lloc de naixement de Röntgen a Remscheid -Lennep

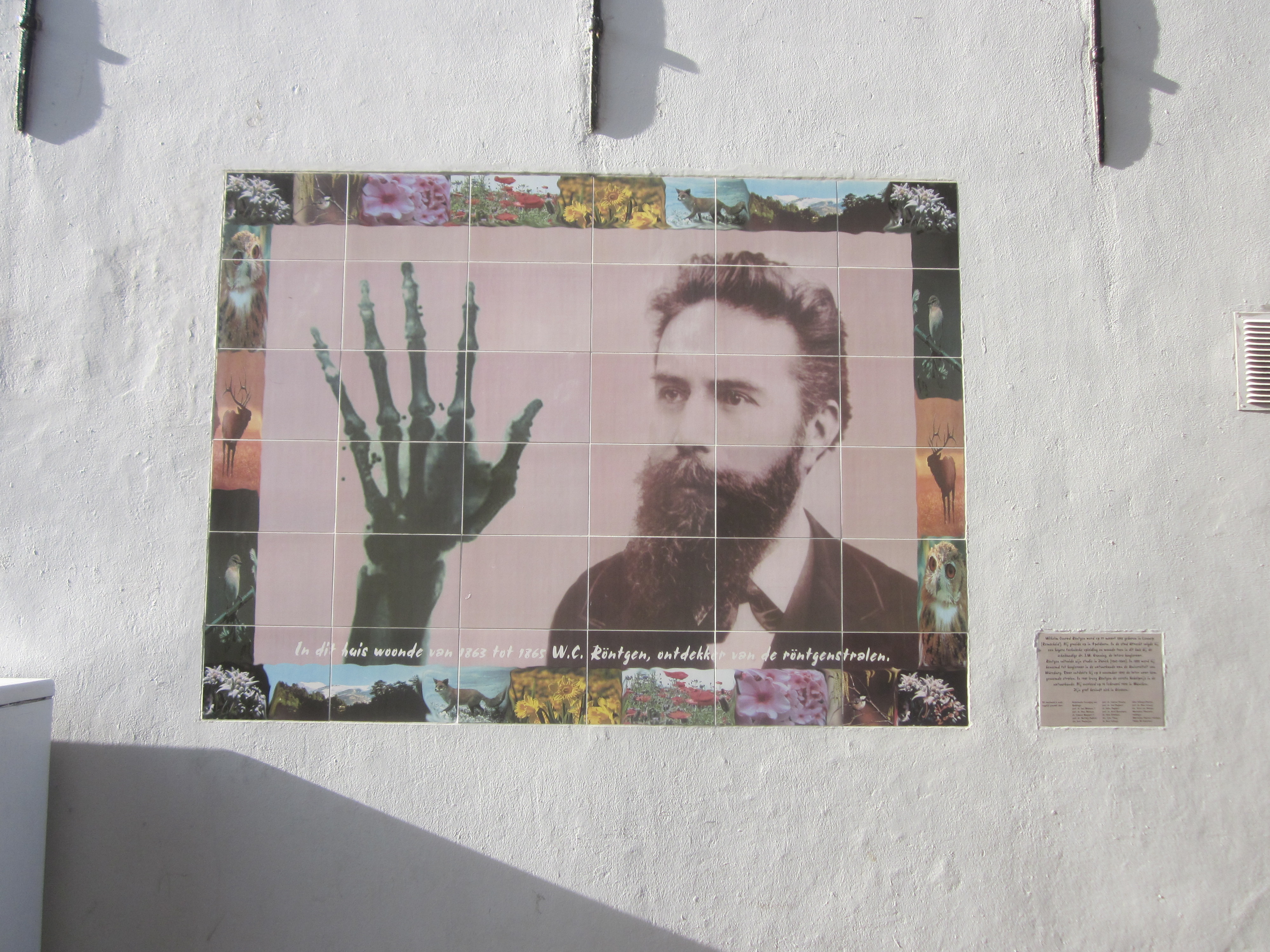
Art mural de la casa on Wilhelm Röntgen va viure des de 1863 fins a 1865 a la Schalkwijkstraat d’Utrecht. Fet per Jackie Sleper l'any 2005.

### Carrera

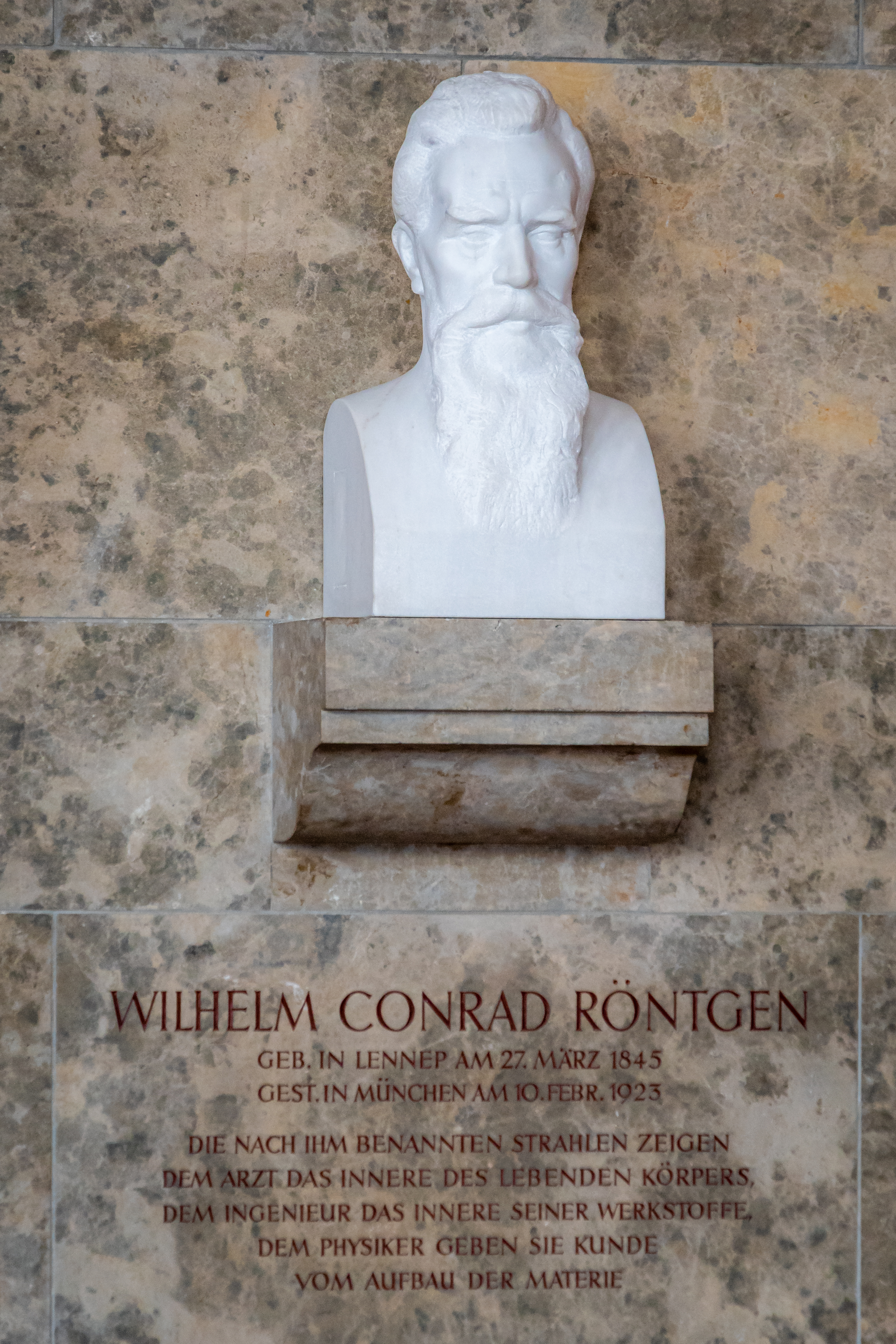
Bust de marbre de Wilhelm Conrad Röntgen al Deutsches Museum de Múnic

El 1874, Röntgen va entrar de professor a la Universitat d'Estrasburg i el 1875, de professor a la Universitat de Hohenheim, Württemberg. Va tornar a Estrasburg com a professor de física el 1876, i el 1879 va ser nomenat catedràtic de física de la Universitat de Giessen. El 1888 va obtenir la càtedra de física a la Universitat de Würzburg, i el 1900 a la Universitat de Múnic, per petició especial del govern de Baviera.
Röntgen tenia família a Iowa, als Estats Units, i tenia previst emigrar-hi. Va acceptar una cita a la Universitat de Colúmbia a la ciutat de Nova York i va comprar bitllets transatlàntics, abans que l'esclat de la Primera Guerra Mundial canviés els seus plans. Va romandre a Múnic durant la resta de la seva carrera.

### Descobriment de raigs X
Durant 1895, al seu laboratori a l'Institut de Física de Würzburg de la Universitat de Würzburg, Röntgen estava investigant els efectes externs de passar una descàrrega elèctrica a través de diversos tipus d'equips de tubs de buit: aparells de Heinrich Hertz, Johann Hittorf, William Crookes, Nikola Tesla i Philipp Lenard. A principis de novembre, estava repetint un experiment amb un dels tubs de Lenard en què s'havia afegit una fina finestra d'alumini per permetre que els raigs catòdics surtin del tub, però es va afegir una coberta de cartró per protegir el tub d'alumini del dany pel fort camp electroestàtic que produeix els raigs catòdics. Röntgen sabia que la coberta de cartró evitava que la llum s'escapés, però va observar que els raigs catòdics invisibles provocaven un efecte fluorescent en una petita pantalla de cartró pintada amb platinocianur de bari quan es col·locava prop de la finestra d'alumini. A Röntgen se li va acudir que el tub Crookes-Hittorf, que tenia una paret de vidre molt més gruixuda que el tub Lenard, també podria causar aquest efecte fluorescent.
A la tarda del 8 de novembre de 1895, Röntgen estava decidit a provar la seva idea. Va construir amb cura una coberta de cartró negre semblant a la que havia utilitzat al tub de Lenard. Va cobrir el tub Crookes-Hittorf amb el cartró i va connectar elèctrodes a una bobina de Ruhmkorff per generar una càrrega electroestàtica. Abans de muntar la pantalla de platinocianur de bari per provar la seva idea, Röntgen va enfosquir l'habitació per provar l'opacitat de la seva coberta de cartró. Quan va passar la càrrega de la bobina de Ruhmkorff a través del tub, va determinar que la coberta era estanca a la llum i es va girar per preparar-se per al següent pas de l'experiment. Va ser en aquest punt quan Röntgen va notar una lleugera lluïssor des d'un banc a pocs metres de distància del tub. Segur, va provar diverses descàrregues més i va veure la mateixa lluïssor cada cop. En colpejar un partit, va descobrir que la brillantor venia de la ubicació de la pantalla de platinocianur de bari que havia tingut la intenció d'utilitzar a continuació.
A partir de la formació d'ombres regulars, Röntgen va anomenar el fenomen raigs.Com que el 8 de novembre era divendres, va aprofitar el cap de setmana per repetir els seus experiments i prendre les primeres notes. A les setmanes següents, va menjar i dormir al seu laboratori mentre investigava moltes propietats dels nous raigs que va anomenar temporalment raigs X, utilitzant la designació matemàtica (X) per a alguna cosa desconeguda. Els nous raigs van arribar a portar el seu nom en molts idiomes com a Raigs Röntgen (i els radiogrames de raigs X associats com a röntgenogrames).
En un moment donat, mentre investigava la capacitat de diversos materials per aturar els raigs, Röntgen va posar un petit tros de plom en posició mentre es produïa una descàrrega. Röntgen va veure així la primera imatge radiogràfica: el seu propi esquelet fantasmal parpellejant a la pantalla de platinocianur de bari.
Unes sis setmanes després del seu descobriment, va fer una foto —una radiografia— amb raigs X de la mà de la seva dona Anna Bertha. Quan va veure el seu esquelet va exclamar «He vist la meva mort! » Més tard va fer una millor foto de la mà del seu amic Albert von Kölliker en una conferència pública.
El document original de Röntgen, Ueber eine neue Art von Strahlen, es va publicar el 28 de desembre de 1895. El 5 de gener de 1896, un diari austríac va informar del descobriment de Röntgen d'un nou tipus de radiació. Röntgen va rebre el títol de Doctor honoris causa en Medicina per la Universitat de Würzburg després del seu descobriment. També va rebre la medalla Rumford de la Royal Society britànica el 1896, juntament amb Philipp Lenard, que ja havia demostrat que una part dels raigs catòdics podien passar a través d'una fina pel·lícula d'un metall com l'alumini. Röntgen va publicar un total de tres articles sobre raigs X entre 1895 i 1897. Avui dia, Röntgen és considerat el pare de la radiologia diagnòstica, l'especialitat mèdica que utilitza la imatge per diagnosticar malalties.

## Investigació científica
El 1874 va iniciar la seva tasca docent realitzant conferències a la Universitat d'Estrasburg i el 1875 fou nomenat professor de l'Acadèmia d'Agricultura de Hohenheim, Wurtemberg. El 1876 va retornar a Estrasburg com a professor de física i el 1879 fou nomenat cap del departament de física de la Universitat de Giessen. Des d'aquesta universitat passà a ser físic en cap de la Universitat de Würzburg l'any 1888 i el 1900 ho fou de la Universitat de Múnic a petició del govern de Baviera.
El 8 de novembre de 1895 descobrí els rajos X, inicialment anomenats rajos Röntgen. El 5 de gener de 1896 els diaris austríacs es feren ressò del descobriment, sent, a partir d'aquell moment, els Rajos X aplicats a tots els camps de la medicina.
Gràcies al seu descobriment el 1901 fou guardonat amb el primer Premi Nobel de Física. El premi es va concedir oficialment: en reconeixement dels extraordinaris serveis que ha brindat per al descobriment dels notables raigs que duen el seu nom. Röntgen va donar la recompensa monetària a la seva universitat, i de la mateixa manera que Pierre Curie faria diversos anys més tard, va rebutjar registrar qualsevol patent relacionada al seu descobriment per raons ètiques. Inicialment batejats amb el seu nom, Röntgen va rebutjar que el duguessin per la qual cosa fou adoptat el nom de raigs X.

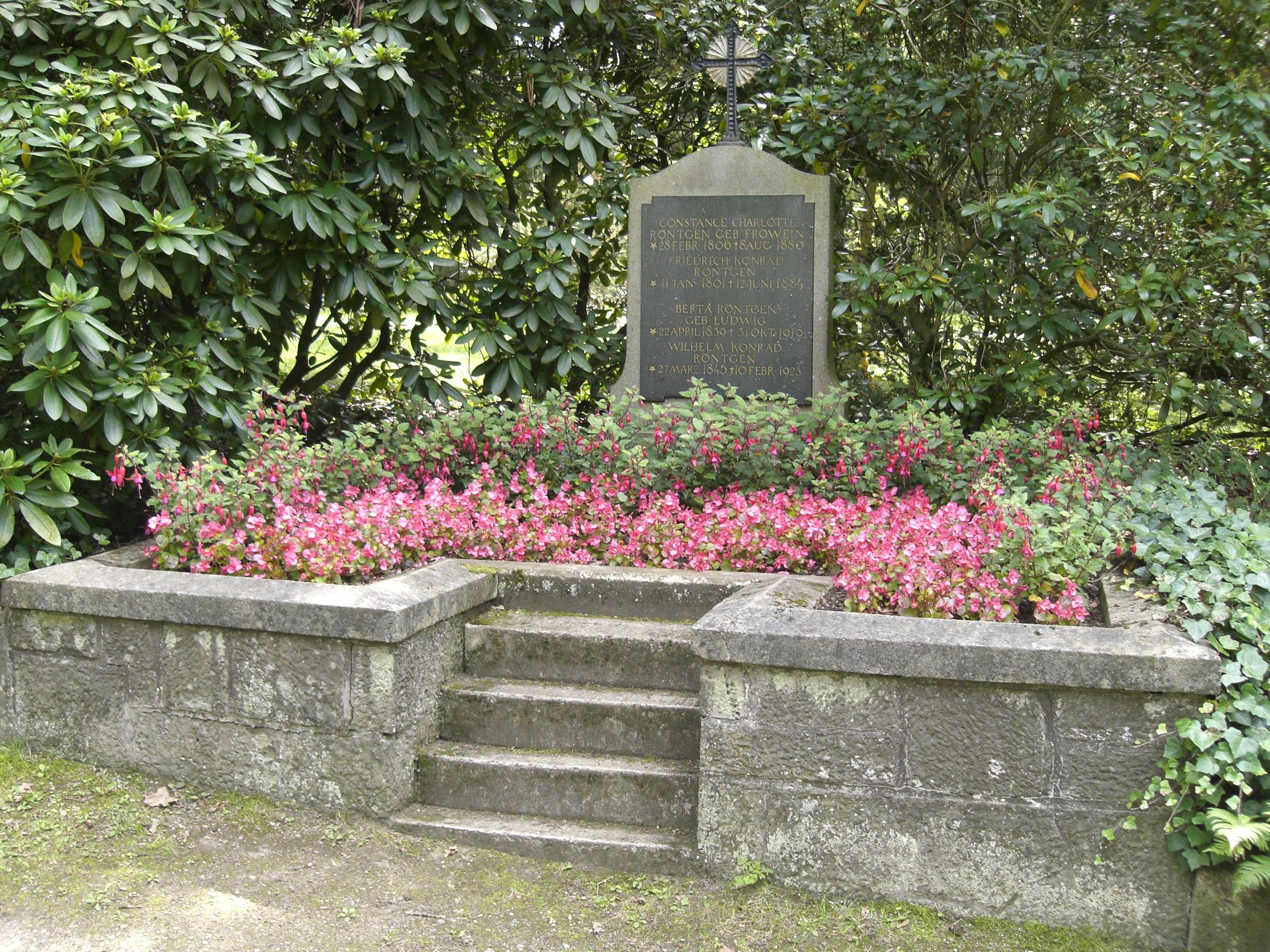
Tomba de Wilhelm Röntgen a Alter Friedhof (antic cementiri) a Gießen

Röntgen va estar casat amb Anna Bertha Ludwig durant 47 anys fins a la seva mort el 1919 als 80 anys. El 1866 es van conèixer a Zuric al cafè del pare d'Anna, Zum Grünen Glas. Es van comprometre el 1869 i es van casar a Apeldoorn, Països Baixos, el 7 de juliol de 1872; el retard es va deure a que Anna era sis anys més gran que Wilhelm i el seu pare no aprovava la seva edat ni els seus antecedents humils. El seu matrimoni va començar amb dificultats econòmiques, ja que el suport familiar de Röntgen havia cessat. Van criar un fill, Josephine Bertha Ludwig, a qui van adoptar als 6 anys després que el seu pare, l'únic germà d'Anna, morís el 1887.

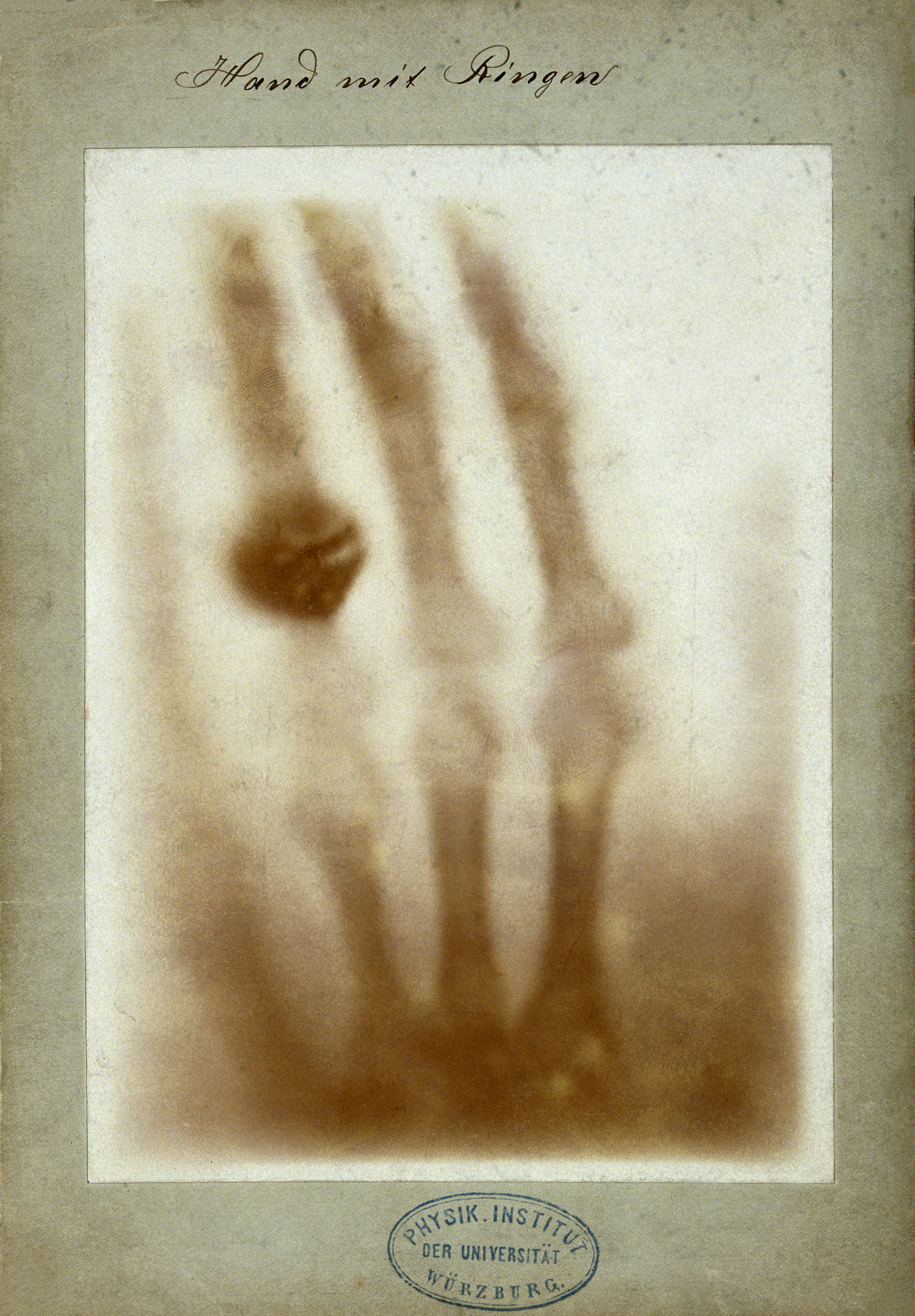
Primera radiografia mèdica de Wilhelm Röntgen de la mà de la seva dona Anna Bertha Ludwig

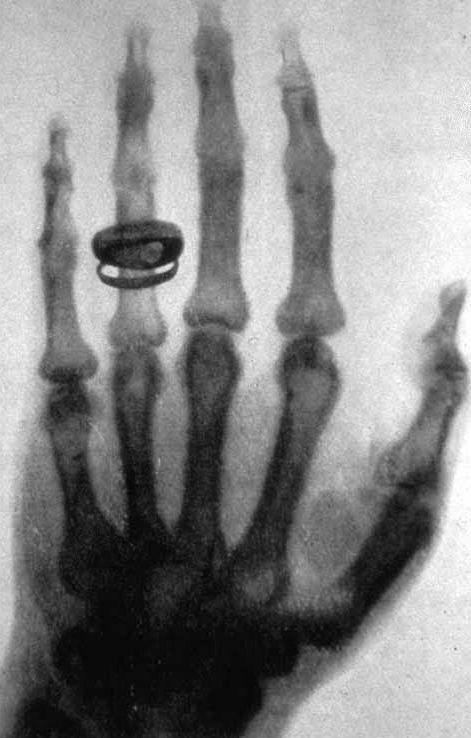
Radiografia de la mà d’Albert von Kölliker

Va heretar dos milions de Reichsmarks després de la mort del seu pare. Per raons ètiques, Röntgen no va buscar patents per als seus descobriments, sostenint que haurien d'estar disponibles públicament sense càrrec. Després de rebre els diners del seu premi Nobel, Röntgen va donar les 50.000 corones sueques a la investigació a la Universitat de Würzburg. Encara que va acceptar el títol honorari de Doctor en Medicina, va rebutjar una oferta de la baixa noblesa, o Niederer Adelstitel, negant la preposició von (que significa de) com a partícula nobiliària (és a dir, von Röntgen). Amb la inflació posterior a la Primera Guerra Mundial, Röntgen va caure en fallida i va passar els seus últims anys a la seva casa de camp de Weilheim, prop de Múnic. Röntgen va morir el 10 de febrer de 1923 per un carcinoma d'intestí, també conegut com a càncer colorectal. D'acord amb el seu testament, la seva correspondència personal i científica, amb poques excepcions, va ser destruïda a la seva mort. Va ser membre de l’Església Reformada Holandesa.

## Reconeixements
El 1901, Röntgen va rebre el primer Premi Nobel de Física. El guardó va ser oficialment en reconeixement dels extraordinaris serveis que ha prestat pel descobriment dels notables raigs que posteriorment van rebre el seu nom. Tímid a l'hora de parlar en públic, es va negar a donar una conferència del Nobel. Röntgen va donar la recompensa de 50.000 corones sueques del seu Premi Nobel per investigar a la seva universitat, la Universitat de Würzburg. Com Marie i Pierre Curie, Röntgen es va negar a treure patents relacionades amb el seu descobriment dels raigs X, ja que volia que la societat en conjunt es beneficiés de les aplicacions pràctiques del fenomen. Röntgen també va rebre la medalla Barnard pel servei meritori a la ciència el 1900.
Els seus honors inclouen:
- Medalla Rumford (1896)
- Medalla Matteucci (1896)
- Medalla Elliott Cresson (1897)
- Premi Nobel de Física (1901)
- El novembre de 2004, la IUPAC va batejar l'element número 111 roentgeni (Rg) en el seu honor. IUPAP va adoptar el nom el novembre de 2011.
- ' Ruta Röntgen ', carrer del CERN, Ginebra, Suïssa registrada oficialment el 2013.

Va ser elegit membre internacional de l'American Philosophical Society el 1897. El 1907 esdevingué membre estranger de la Reial Acadèmia d'Arts i Ciències dels Països Baixos.
L'any 1928 fou establerta una unitat de mesura de l'exposició a la radiació que en honor seu fou anomenada roentgen. El 15 d'abril de 1991 fou anomenat l'asteroide (6401) Roentgen en honor seu per Carolyn S. Shoemaker, Eugene Shoemaker i David H. Levy. El novembre de 2004 fou anomenat en honor seu l'element químic roentgeni (Rg).

## Llegat
Una col·lecció dels seus articles es conserva a la National Library of Medicine de Bethesda, Maryland.
Avui, a Remscheid-Lennep, a 40 quilòmetres a l'est del lloc de naixement de Röntgen a Düsseldorf, hi ha el Deutsches Röntgen-Museum.
 A Würzburg, on va descobrir els raigs X, una organització sense ànim de lucre manté el seu laboratori i ofereix visites guiades al lloc commemoratiu de Röntgen.
Dia Mundial de la Radiografia: el Dia Mundial de la Radiografia és un esdeveniment anual que promou el paper de la imatge mèdica en l'assistència sanitària moderna. Se celebra el 8 de novembre de cada any, coincidint amb l'aniversari del descobriment del Röntgen. Es va presentar per primera vegada l'any 2012 com una iniciativa conjunta entre la Societat Europea de Radiologia, la Societat Radiològica d'Amèrica del Nord i l’American College of Radiology.
El pic de Röntgen a l'Antàrtida rep el nom de Wilhelm Röntgen.
El planeta menor 6401 Roentgen porta el seu nom.